# Marcus Willis
Marcus Willis (* 9. Oktober 1990 in Slough) ist ein britischer Tennisspieler aus England.

## Karriere
Marcus Willis begann mit neun Jahren das Tennisspielen und sein Lieblingsbeläge sind Rasen und Hartplatz. Er spielt hauptsächlich auf der ITF Future Tour und gewann auf dieser bislang fünf Titel im Einzel und 21 im Doppel.
Während Willis im Einzel bei den Turnieren der ATP Challenger Tour meist in der ersten Runde scheiterte, konnte er im Doppel 2014 einige Erfolge verbuchen. So erreichte er im März in Saint-Brieuc mit seinem Doppelpartner Lewis Burton das Halbfinale, wo sie knapp in drei Sätzen verloren. Für  Wimbledon erhielt er sowohl für die Qualifikation im Einzel als auch mit seinem Partner Lewis Burton eine Wildcard und scheiterte jeweils in der ersten Runde. Beim Challenger in Segovia erreichten Willis und Burton das Viertelfinale im Doppel, wo sie den späteren Finalisten unterlagen.
Sein größter Erfolg im Einzel war das Erreichen der zweiten Runde bei den Wimbledon Championships 2016 durch ein 6:3, 6:3, 6:4 gegen Ričardas Berankis. In Runde zwei scheiterte er mit 0:6, 3:6, 4:6 an Roger Federer. Er war bei dem Turnier mit Weltranglistenplatz 772 der am niedrigsten platzierte Spieler des Turniers und damit der am niedrigsten platzierte Qualifikant in 28 Jahren in einem Hauptfeld eines Grand-Slam-Turniers, der ein Spiel gewinnen konnte. In den drei Qualifikationsrunden war es ihm gelungen, mit Yūichi Sugita die Nummer 4 der Setzliste sowie die beiden späteren Topspieler Andrei Rubljow und Daniil Medwedew zu schlagen.
Neben seinen Matches auf der Profitour verdiente sich Willis sein Geld auch als Liga-Spieler in Deutschland und Frankreich. In Deutschland schlug er ab 2014 in der Regionalliga für den Marienburger Sport-Club in Köln auf. Im März 2021 beendete er seine Karriere. Ab 2022 spielt er im Doppel wieder regelmäßig Turniere und zog in der Weltrangliste Anfang 2023 in die Top 350 ein.

## Erfolge
| Legende (Anzahl der Siege) |
| Grand Slam                 |
| ATP Finals                 |
| ATP Tour Masters 1000      |
| ATP Tour 500               |
| ATP Tour 250               |
| ATP Challenger Tour (9)    |

### Doppel

#### Turniersiege
| Nr. | Datum            | Turnier         | Belag         | Partner                | Finalgegner                                | Ergebnis          |
| --- | ---------------- | --------------- | ------------- | ---------------------- | ------------------------------------------ | ----------------- |
| 1.  | 2. Dezember 2023 | Maspalomas      | Sand          | Scott Duncan           | Théo Arribagé Sadio Doumbia                | 7:65, 6:4         |
| 2.  | 6. Januar 2024   | Oeiras          | Hartplatz (i) | Jay Clarke             | Théo Arribagé Michaël Geerts               | 6:4, 6:79, [10:3] |
| 3.  | 17. Februar 2024 | Glasgow         | Hartplatz (i) | Scott Duncan           | Kyle Edmund Henry Searle                   | 6:3, 6:2          |
| 4.  | 2. März 2024     | Lille           | Hartplatz (i) | Christian Harrison     | Titouan Droguet Giovanni Mpetshi Perricard | 7:66, 6:3         |
| 5.  | 27. April 2024   | Savannah        | Sand          | Christian Harrison     | Simon Freund Johannes Ingildsen            | 6:3, 6:3          |
| 6.  | 18. Mai 2024     | Tunis           | Sand          | Federico Agustín Gómez | Patrik Rikl Michael Vrbenský               | 4:6, 6:1, [10:6]  |
| 7.  | 16. Juni 2024    | Nottingham      | Rasen         | John Peers             | Harold Mayot Luke Saville                  | 6:1, 6:71, [10:7] |
| 8.  | 27. Oktober 2024 | Taipeh          | Hartplatz (i) | David Stevenson        | Nam Ji-sung Joshua Paris                   | 6:3, 6:3          |
| 9.  | 19. April 2025   | San Luis Potosí | Sand          | Iwan Ljutarewitsch     | Trey Hilderbrand Alfredo Perez             | 6:3, 6:4          |

#### Finalteilnahmen
| Nr. | Datum           | Turnier | Belag | Partner      | Finalgegner                   | Ergebnis  |
| --- | --------------- | ------- | ----- | ------------ | ----------------------------- | --------- |
| 1.  | 26. August 2025 | Umag    | Sand  | Patrik Trhac | Romain Arneodo Manuel Guinard | 5:7, 6:72 |